# Alexandr Borodaj
Alexandr Borodaj (rusky Александр Юрьевич Бородай; * 25. července 1972 Moskva) je ruský občan a bývalý premiér mezinárodně neuznávané Doněcké lidové republiky a politický poradce premiéra (předsedy Rady ministrů) Autonomní republiky Krym Sergeje Aksjonova.
Borodaj byl důstojník ruské tajné služby FSB.[zdroj⁠?!]

## Život
Alexandr Borodaj je synem Jurije Borodaje (1934–2006), ruského učitele filozofie. Filozofii Borodaj studoval na Lomonosovově univerzitě. V roce 2002 se stal zástupcem ředitele FSB.[zdroj⁠?!] Od 16. května 2014 stál v čele mezinárodně neuznávané Doněcké lidové republiky. 7. srpna 2014 podal demisi a ve funkci ho nahradil Alexandr Zacharčenko. Svou činnost na východě Ukrajiny vysvětluje jako práci soukromého politického konzultanta se specializací na etnické konflikty, který není svázán s činností ruských tajných služeb. V současnosti bydlí v Moskvě.